# Galatina
Galatina – miejscowość i gmina we Włoszech, w regionie Apulia, w prowincji Lecce.
Według danych na rok 2004 gminę zamieszkiwało 28 081 osób, 346,7 os./km².